# Oranje reus
Een oranje reus is een type ster in de reuzentak met spectraalklasse K en lichtkrachtklasse III. Dit type ster komt vaker voor dan een rode reus. De oranje reus fuseert helium tot koolstof. Enkele oranje reuzen zijn Pollux (afstand 33,8 lichtjaar) en Arcturus (36,7 lichtjaar).